# Паркленд (область)
Паркленд (англ. Parkland Region) — історико-географічний регіон на південному сході канадської провінції Манітоба. Розташований між озерами Вінніпегосіс та Манітоба та також провінцією Саскачеван. Історично регіон еміграції українців до Канади.
Найбільшими містами регіону є Дофін та Свон-Рівер. Також в регіоні знаходиться найвищий пік Манітоби Лиса Гора (Baldy Mountain).
Область розділена Статистичною службою Канади на 3 переписні райони: 16, 17 і 20.

## Спорт
В регіоні є 4 гокейні команди:
- Parkland Rangers
- Dauphin Kings
- Swan Valley Stampeders
- Waywayseecappo Wolverines

| Канада | Це незавершена стаття з географії Канади. Ви можете допомогти проєкту, виправивши або дописавши її. |